# Begonia aconitifolia
Begonia aconitifolia é uma espécie de Begonia.

## Sinônimos
- Begonia faureana Garnier
- Begonia kimusiana C.Chev. [inválido]
- Begonia sceptrum Rodigas
- Begonia faureana var. argentea Linden
- Begonia faureana var. metallica Rodigas